# Mario Desiderio
Óscar Mario Desiderio Camusso (ur. 1 lutego 1938 w Buenos Aires) – argentyński piłkarz, grający podczas kariery na pozycji pomocnika.

## Kariera klubowa
Mario Desiderio piłkarską karierę rozpoczął w Estudiantes La Plata w 1959. Po Igrzyskach w Rzymie Desiderio został we Włoszech, gdzie został zawodnikiem pierwszoligowej Catanii. W Serie A zadebiutował 15 stycznia 1961 w wygranym 2-0 meczu z Padovą. W 1962 został zawodnikiem stołecznego S.S. Lazio. W Lazio nie zdołał wystąpić w żadnym meczu, kończąc swoje występy w Serie A na 11 meczach i bramką.
W 1964 został zawodnikiem chilijskiego CD O’Higgins. W latach 1967–1970 występował w Kolumbii w Deportivo Cali. Z Deportivo trzykrotnie zdobył mistrzostwo Kolumbii w 1967, 1969 i 1970. W 1971 występował w klubie Oro Negro. Karierę zakończył w Unión Magdalena w 1973. W latach 1967–1973 w lidze kolumbijskiej rozegrał 227 spotkań, w których zdobył 46 bramek.

## Kariera reprezentacyjna
W olimpijskiej reprezentacji Argentyny Desiderio występował w 1960, kiedy to uczestniczył w Igrzyskach Olimpijskich w Rzymie. Na turnieju we Włoszech wystąpił we wszystkich trzech meczach z Danią, Tunezją i Polską.